# Переправно-десантний пором
Переправно-десантний пором (рос. Переправочно-десантный паром (ПДП); Изделие 561П) — бойова машина (плавучий транспортер) інженерних військ Російської Федерації. Була створена в 2000-их роках і почалася активно використовуватися починаючи з 2010-их ЗС РФ.

## Опис
ПДП розроблений для того, аби переправляти через широкі водойми гусеничну, колісну та іншу техніку, яка непристосована до води чи глибоких водойм.
Сам комплекс складається з двох частин - гусеничне шасі (на базі шасі від танку Т-80) та пором (два понтони і центральна частина порому). Центральна частина порому має відділення керування та дизельний двигун (331 КВт). Крім того, він забезпечений радіозв'язком і системою пожежної безпеки.